# 内幕公司
內幕公司（英語：Insider Inc.），曾用名“商業內幕公司（Business Insider Inc.）”，是美國一家網路媒體公司，旗下擁有“內幕”等網絡媒體。它現在是德國出版公司阿克塞爾·斯普林格集團的子公司，該集團也是歐洲最大的出版機構。

## 公司歷史
商業內幕公司由亨利·佈洛傑特和凱文·瑞恩在2007年創立。 2013年，傑夫·貝索斯通過其投資公司貝索斯遠征為商業內幕公司募集了500萬美元的投資。 2015年9月29日，阿克塞爾·斯普林格集團宣佈以3.43億美元（3.06億歐元）的價格收購商業內幕公司約88%的股份。 收購完成後，阿克塞爾·斯普林格集團持有商業內幕公司約97%的股份，而貝索斯遠征則持有剩下的股份。 截至2018年，阿克塞爾·斯普林格集團已經全資擁有內幕公司。
2017年12月，商業內幕公司更名為“內幕公司”，理由是該公司致力於成為一家大眾新聞出版商。 尼古拉斯·卡爾森被任命為全球總編輯。 2018年1月，內幕公司將其位於紐約市的全球總部從熨斗區搬遷至金融區。 同年3月，該公司發起了他們的第一個廣告推廣活動，口號便是。 7月，內幕公司開始使用尼爾森控股的數字內容評級來衡量其數字視頻受眾。

## 網站矩陣

### 商業內幕與科技內幕
商業內幕是內幕公司旗下的原創網站，專注於經濟與財經新聞。 科技內幕則是2015年作為一個獨立的科技新聞網站被推出，但隨後併入到商業內幕網站並成為其下屬的一部分。

### 內幕
2015年，商業內幕公司在Twitter和Facebook上建立了名為“內幕（Insider）”的社交媒體賬號。這是其綜合新聞網絡媒體，可與BuzzFeed相媲美。 Insider.com網站於2016年5月推出，專注於新聞及生活方式的文章和視頻。

### 市場內幕
2016年10月，商業內幕公司推出了市場內幕，這是一項專注於全球市場數據和新聞的服務。該服務的數據由阿克塞爾·斯普林格集團所控股的德國金融門戶網站Finanzen.net所提供。

## 外部連接
- 官方网站（英文）